# 東臺灣南島語族
東台灣南島語族(East Formosan languages)指主要分佈在東台灣的不同台灣南島語言，包括巴賽語、噶瑪蘭語、阿美語、撒奇萊雅語，以及復育中的西拉雅語、大武壟語及馬卡道語。東台灣南島語族的說法有白樂思及李壬癸院士雙雙提出。李壬癸院士認為西拉雅語使用區域的台灣西南部平原最有可能是東台灣南島語族的起源地，從台灣西南部平原擴散到東台灣海岸接著慢慢遷移到今天的大台北地區(Li 2004)。

## 分群依據
白樂思（Blust 1999）首次提出「東台灣南島語族」(East Formosan)此一分群，主要音變證據有三：
1. *C 及 *t 合併為 /t/
2. *j、*n 合併為 /n/
3. *q 轉為 ʔ [2]

李壬癸院士（Li 2004）進一步提出下列的音變規則作為巴賽語及噶瑪蘭語相關連的證據。
1. *C 及 *t 合併為 /t/
2. *D 及 *Z 合併，在巴賽語為 /r/ 或 /l/，在噶瑪蘭語為 /z/
3. *q、*H、*ʔħ 合併為 ø
4. *j、*n、*N 合併為 /n/
5. *k 在*a之前轉為 /k/、/q/ （在巴賽語中進一步轉為/h/）

李壬癸院士（Li 2004）的研究原始南島語 *k 分裂為 k 及 q (在 *a 之前)同樣發生在巴賽語及噶瑪蘭語上。就如噶瑪蘭語及巴賽語、西拉雅語也將受事焦點及處所焦點併和為一，而阿美語卻將這兩個焦點各自獨立。李壬癸院士也提出一些東台灣南島語族共同的語彙。

### 原鄉沙那賽傳說
巴賽族、噶瑪蘭族，以及阿美族同樣的分享傳統的族群起源地，都是從「沙那賽」(Sinasay/Sanasay)遷移出來的，沙那賽可能是今天的綠島、或是菲律賓，或者其他地方。

## 語言
東台灣南島語族分有8個語種，巴賽語、噶瑪蘭語、猴猴語、撒奇萊雅語、阿美語、西拉雅語、大滿語，以及馬卡道語等語種。此語族可再細分為「北部語群」、「中部語群」，以及「西南部語群」。
- 北部語群：
  - 巴賽語群（Basayic）
  - 噶瑪蘭語（Kebalan）
  - 猴猴語（Qauqaut）
- 中部語群：
  - 撒奇萊雅語（Sakizaya）
  - 阿美語（Pangcah/'Amis）
- 西南部語群：
  - 西拉雅語群（Sirayaic）
    - 西拉雅語（Siraya）
    - 大武壠─馬卡道語群（Tai-Mak）
      - 大武壠語（Taivuan，台灣南部四社熟番）
      - 馬卡道語（Makatau）

## 北部語群
北部語群有巴賽語、噶瑪蘭語以及猴猴語等3個語種。其中猴猴語的語料十分缺乏，其語言歸屬尚有爭議，
李壬癸院士將「巴賽語群」（Basaic group）大致分為四支：巴賽、雷朗、南坎及埔頂。巴賽語除本身為一語種外，另有「哆囉美遠」及「里腦」兩支系。遷移地區及分化時間大致如下：
- 巴賽（Basay） — 距今約2000年前抵達台灣東北岸，並沿北海岸向西，再向南至淡水河口。
- 南坎（Nankan）、埔頂（Puting） — 距今約1000年前抵達南坎及埔頂。
- 雷朗（Luilang, Ketangalan） — 部分巴賽人沿淡水河抵達板橋地區發展為雷朗群。
- 哆囉美遠（Trobiawan）、里腦（Linaw）— 距今約400年前自東北岸南下至宜蘭發展為哆囉美遠及里腦二群。

李壬癸院士參考音變現象及詞彙異同，提出巴賽語群（凱達格蘭）的分化樹如下：

- 凱達格蘭（Ketangalan）
  - 東北支
    - 巴賽語（Basay）
    - （次支）
      - 哆囉美遠（Trobiawan）
      - 里腦（Linaw）

  - 西南支
    - 雷朗語（Luilang）
    - 南坎（Nankan）
    - 埔頂（Puting）

## 中部語群
中部語群有，撒奇萊雅語、阿美語等2個語種。
傳統上，撒奇萊雅語曾被歸為「奇萊阿美語」，並在SIL國際分類中，與那荳蘭（北部）阿美語共用同一語言代碼，但在經過撒奇萊雅語正名運動後，撒奇萊雅語與阿美語互相獨立，而排除於阿美語的方言體系之外。
2017年1月2日撒奇萊雅語成為維基孵育場中的活躍語言。2019年11月22日撒奇萊雅語維基百科正式成立。

## 西拉雅語群
李壬癸院士(Li 2009)研究認為西拉雅語系分為3類：西拉雅語、大滿語、馬卡道語。
西拉雅語群分類情況如下：
- 西拉雅語 — 使用在台南靠海一帶的平原。
- 大滿語 — 大部分使用在台南平原的內陸至較北部一帶（正好接近卡那卡那富語與拉阿魯哇語的西邊）。
- 馬卡道語 — 使用在高雄縣及屏東縣至較南部一帶（正好接近在排灣語的西邊）。

然而，李壬癸院士(Li 2009)研究發現有兩個衝突的分支樹。
1. 分支樹基於音系創新的數目
- 西拉雅語群（Sirayaic）
  - 大滿語（Taivuan）
  - 西拉雅–馬卡道語群（Siraya–Makatau）
    - 西拉雅語（Siraya）
    - 馬卡道語（Makatau）

2. 分支樹基於相關音變的年代
- 西拉雅語群（Sirayaic）
  - 西拉雅語（Siraya）
  - 大滿–馬卡道語群（Taivuan–Makatau）
    - 大滿語（Taivuan）
    - 馬卡道語（Makatau）

李壬癸院士(Li 2009)認為第2個分支樹(此分支樹包含"大滿-馬卡道語群")為比較可能的分支。

## 腳註
1. ↑  Blust, Robert. 1999. Subgrouping, circularity and extinction: Some issues in Austronesian 
comparative linguistics. Selected Papers from the Eighth International Conference 
on Austronesian Linguistics, ed. by Elizabeth Zeitoun and Paul Jen-kuei Li, 31-94. 
Symposium Series of the Institute of Linguistics (Preparatory Office), No.1. Taipei: 
Academia Sinica.
2. ↑  在阿美語中實際上為會厭塞音/ʡ/(Li 2004)
3. 1 2  Li, Paul Jen-kuei. 2004. "Origins of the East Formosans: Basay, Kavalan, Amis, and Siraya" (PDF).   [2014-02-02]. （原始内容 (PDF)存档于2009-03-27）.. Languages and Linguistics 5.2:363-376, 2004.
4. ↑  Li, Paul Jen-kuei. 2008. "Time perspective of Formosan Aborigines." In Sanchez-Mazas, Alicia ed. Past human migrations in East Asia: matching archaeology, linguistics and genetics. Taylor & Francis US.
5. 1 2  Li, Paul Jen-kuei (1992). "臺灣平埔族群的種類及其相互關係" [Classification of the sinicized tribes in Taiwan and their internal relationships]. In Li, Paul Jen-kuei. Selected Papers on Formosan Languages, vol. 2. Taipei, Taiwan: Institute of Linguistics, Academia Sinica.
6. ↑  Li, Paul Jen-kuei. 2001. "The Dispersal of the Formosan Aborigines in Taiwan." Languages and Linguistics 2.1:271-278, 2001. (PDF) http://140.109.150.16/files/publication/j2001_1_15_4392.pdf. 缺少或|title=为空 (帮助)[]
7. ↑  .   [2019-01-28]. （原始内容存档于2018-12-01）.
8. ↑  General regulations for Test of Taiwan Indigenous Languages （页面存档备份，存于）, 2017, Council of Indigenous Peoples in Taiwan
9. ↑  . incubator.wikimedia.org.   [2019-11-23]. （原始内容存档于2020-06-23）.
10. ↑  Li, Paul Jen-kuei. 2009. "Linguistic differences among Siraya, Taivuan, and Makatau." In Alexander Adelaar and Andrew Pawley (eds.). Austronesian historical linguistics and culture history: a festschrift for Robert Blust. Canberra: Pacific Linguistics.